# Cacosternum boettgeri
Cacosternum boettgeri es una especie  de anfibios de la familia Ranidae.

## Distribución geográfica
Se encuentra en Botsuana, Etiopía, Kenia, Lesoto, Mozambique, Namibia, Sudáfrica, Suazilandia, Tanzania, Zambia, Zimbabue y, posiblemente en Angola y Uganda.  